# 近鉄2680系電車
近鉄2680系電車（きんてつ2680けいでんしゃ）とは、近畿日本鉄道（近鉄）が1971年に導入した電車（一般車両）である。2600系に続いて製造された4扉クロスシート車で、近鉄の一般車では初の冷房搭載車両である。
解説の便宜上、本項では中間車の車両番号+Fを編成名として記述する（例：モ2681以下3両編成=2681F）。

## 概要
当時計画されていた一般車両の冷房導入に関する基礎データ収集を目的として、1971年に3両編成2本の計6両が製造された。2600系、2680系による試験成果は量産車の2610系に反映されている。
電算記号はX（80番台、X81・X82）。
| ← 大阪上本町・近鉄名古屋 鳥羽 → |                     |                      |
| Tc ク2780形                     | M モ2680形 （奇数） | Mc モ2680形 （偶数） |

## 構造

### 車体
車内設備は2600系に準拠して補助席も装備しており、ク2780形にはトイレが設置されている。
冷房装置は特急車の東芝製に対して通勤車では三菱電機製を採用、8,500 kcal/hの集約分散式ユニットクーラーであるCU-14形を1両に5台設置した。これにラインデリアを併設したほか、熱交換型換気装置（ロスナイ）も1台設置されている。また、新製冷房車でありながら、ラインデリア車と同じく下降窓にガラス製の手持ちノブが存在する。

### 主要機器・性能
台車は新造であるが、制御装置・主電動機などの電装品は1971年に廃車となった10000系「（初代）ビスタカー」からの流用である。
駆動装置はWNドライブで、主電動機は三菱電機製MB-3020-C (125 kW) を装備し、制御装置は1C8M制御の三菱電機製ABF-178-15MDH電動カム軸式抵抗制御であるが、直列・並列切り替えを手動で行う特急用制御装置の流用のため、主電動機4個永久直列2群の並列制御に固定されており、直並列制御は行えないようになっている。
台車は新造品が用意されており、両抱き式踏面ブレーキの近畿車輛製シュリーレン式空気ばね台車のKD-72系を装着する。
制動方式は発電ブレーキ併用の電磁直通ブレーキで、抑速ブレーキも装備する。集電装置はモ2680形奇数車に2基搭載し、空気圧縮機はク2780形、電動発電機はモ2680形偶数車に搭載する。最高速度は110 km/hを確保している。

## 改造

### 座席の交換
1979年に座席が2610系と同一仕様に交換された。ただし、補助席は存置されている。

### 車体更新
1991年に車体の外装材交換と車体前面および側面の方向幕設置と座席のロングシート化とトイレ前対面固定式クロスシートのシートピッチ拡大を中心とする車体更新が行われた。

### 鮮魚列車への転用

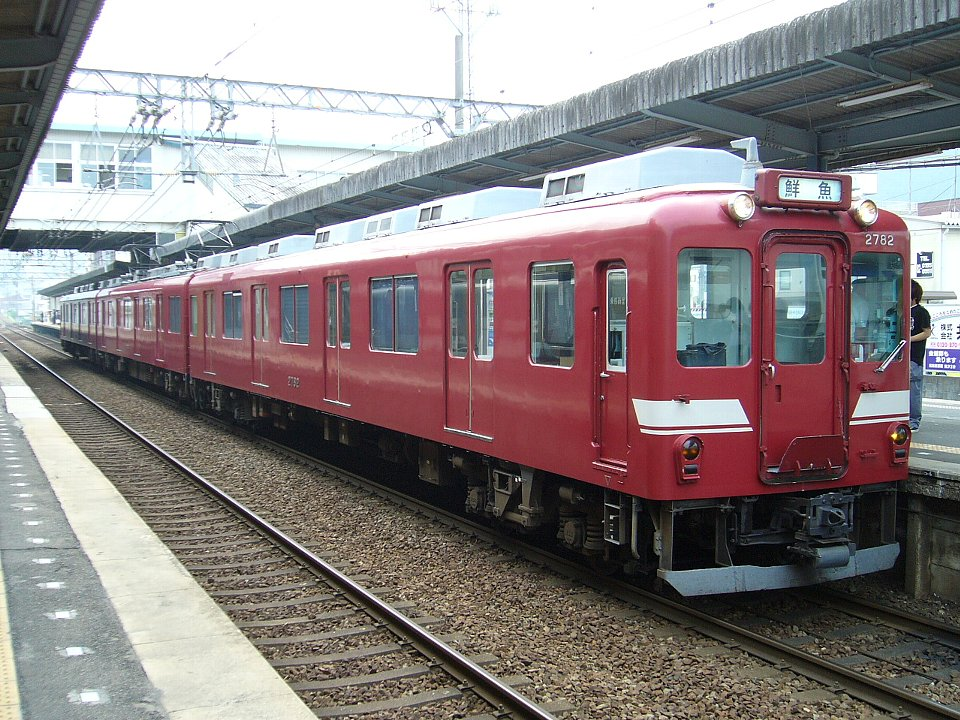
鮮魚列車に転用された2683F

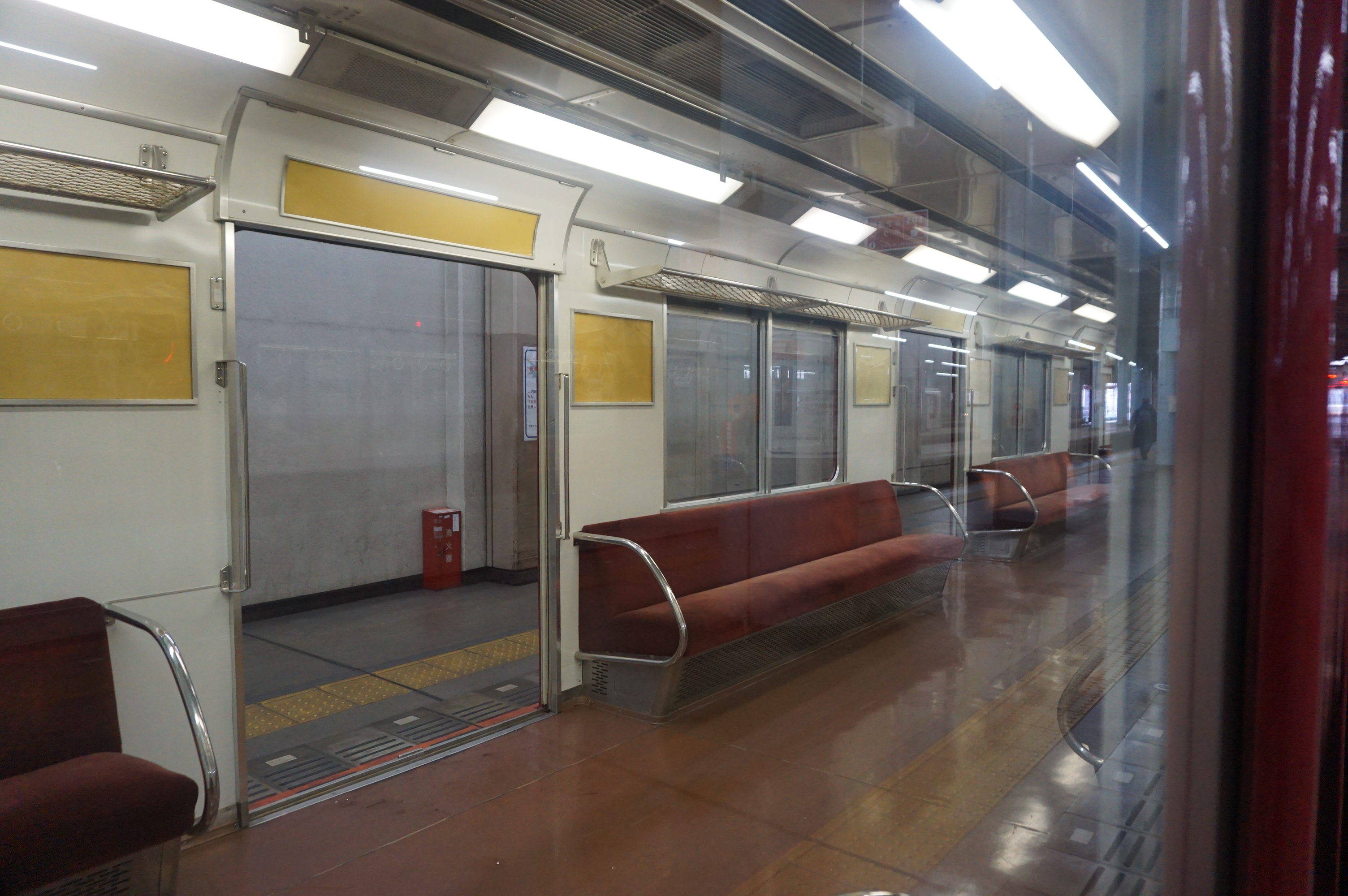
つり革のない鮮魚列車の車内

2001年に2683Fが1481系の廃車代替として鮮魚列車に改造された。鮮魚列車としては3代目となり、側面方向幕を撤去の上、前面方向幕に「鮮魚」を掲示して運行した。
車体はマルーンレッドを基調として前面に白帯を入れたデザインとして一般列車と区別させた。車内はつり革関係の装備品撤去以外ほとんど手が加えられていない。

### 車体連結部の転落防止幌設置
2012年10月に2683Fに車体連結部の転落防止幌設置が行われた。

## 運用
当初は大阪 - 伊勢間の快速急行などで運用された。1979年3月に全編成が富吉検車区に転属した。名古屋線の準急・普通を中心にトイレを備えていたことから、急行でも運用され、大阪線所属の2610系同様に名古屋線急行車の予備編成とされていた。
鮮魚列車に転用された2683Fは日曜日を除いた早朝と夕方に特定のダイヤで大阪上本町駅 - 松阪駅・宇治山田駅間を鮮魚列車として運用された。団体列車の扱いのため、他形式との併結や他線区への入線はほとんど無いが、車両不具合の際に5211系5211Fと併結して高安駅 - 明星駅間を走行したことがあり、2016年3月6日には団体貸切列車で近鉄名古屋駅 - 湯の山温泉駅 - 賢島駅間を走行した実績がある。
鮮魚列車の運転終了のため2020年3月13日をもって2680系の運用を終了した。鮮魚列車の後継は2410系2423Fによる「伊勢志摩お魚図鑑」となる。

## 廃車
2002年8月12日に2681Fが廃車された。製造当初より冷房装置搭載の通勤車では初の廃車・除籍である。
2020年3月13日の鮮魚列車の廃止に伴い、2683Fが廃車された。5月16日に明星検車区から高安検車区へ回送され、2680系は形式消滅した。